# Südinsel-Riesengans
Die Südinsel-Riesengans (Cnemiornis calcitrans) ist ein ausgestorbener Wasservogel aus der Familie der Entenvögel. Sie war auf der neuseeländischen Südinsel endemisch. Zusammen mit der etwas leichteren Nordinsel-Riesengans (Cnemiornis gracilis) bildet sie die ausgestorbene Gattung der Neuseelandgänse (Cnemiornis).

## Merkmale
Mit einer Rückenhöhe von 65 Zentimetern, einer Länge von Kopf bis Schwanz von 85 Zentimetern und einem Gewicht von 18 Kilogramm war die Südinsel-Riesengans der größte bekannte neuseeländische Wasservogel. Sie war ein stämmiger Vogel mit einem kurzen und dicken Schnabel. Beine und Becken waren kräftig. Das Skelett weist sie als nahe Verwandte der australischen Hühnergans aus. Im Gegensatz zur Hühnergans, die sehr gut fliegen kann, war die Südinsel-Riesengans jedoch flugunfähig. Darauf deuten die reduzierten Flügel und der rückgebildete Brustkiel hin. Zwischen den Zehen waren Sporne, die die Südinsel-Riesengans vermutlich bei Kämpfen einsetzte. Nach Ansicht von Richard Owen, der die Art 1866 beschrieb, war „die Südinsel-Riesengans vermutlich in der Lage heftiger zuzutreten, als der Kiwi“.

## Lebensweise und Aussterben
Wie die meisten Gänse bildete die Südinsel-Riesengans vermutlich Scharen und ernährte sich von Gräsern. Die subfossilen Überreste von etwa 250 entdeckten Exemplaren deuten darauf hin, dass die Südinsel-Riesengans hauptsächlich in den östlichen, trockenen Regionen der Südinsel verbreitet war. Sie durchstreifte das offene Gelände und erlebte ihre Blütezeit im Pleistozän, als die Bildung von Gras- und Buschland durch das kältere Klima begünstigt wurde. 
Die Südinsel-Riesengans starb vermutlich durch Überjagung aus und verschwand gegen 1400.

## Systematik
Während die meisten Taxonomen die Südinsel-Riesengans als Schwestertaxon der Hühnergans betrachten, war der Paläontologe Bradley C. Livezey 1996 der Ansicht, dass die Gattung Cnemiornis aufgrund phylogenetischer Verwandtschaftsbeziehungen nicht zu den Gänsen gehört und schlug daher die eigenständige Familie Cnemiornithidae vor. Anhand von DNA-Analysen des ersten vorliegenden kompletten Skeletts und auf der Basis weiterer kladistischer Untersuchungen wurde Livezeys Klassifizierung 1997 von Trevor H. Worthy revidiert.